# Rdesno obojživelné
Rdesno obojživelné (Persicaria amphibia) je vytrvalá plevelná kvetoucí bylina z čeledi rdesnovitých, rostoucí ve vodě i na zemi ve vlhkém prostředí.

## Rozšíření
Pochází z Eurasie a vyskytuje se téměř v celém mírném pásu severní polokoule a dále bylo zavlečeno na sever a jih Afriky i na jih Ameriky. Vodní rostliny nejčastěji rostou v rybničních oblastech a údolních nivách řek na klidných vodních hladinách. Suchozemské rostliny rostou na místech v létě vysychajících, např. na podmáčených polích, obnažených dnech rybníků, ale i při okrajích komunikací, na náspech nebo rumištích. V České republice roste od nížin do podhorských oblastí roztroušeně až hodně.

## Popis
Vytrvalá obojživelná rostlina s hladkými, lysými, hustě listnatými, silně větvenými žebrovatými lodyhami, s nápadně ztlustlými uzlinami ve kterých snadno koření a s tmavě hnědými botkami které jsou dlouhé 1 až 2 cm a mají horní okraj uťatý. Roste-li ve vodě koření na dně, pod hladinou má splývající lodyhu která dosahuje délky až 3 m. Listy má dlouhé do 12 cm, kožovité, s řapíkem až 5 cm, na hladině položené, hladké, lesklé, barvy namodralé. Roste-li v místech nezaplavených má vystoupavou až docela přímou lodyhu o délce do 50 cm. Tehdy má listy měkké, s kratšími řapíky, porostlé chloupky, jsou zelenavé až našedlé, po okraji brvité. Všechny listy jsou celokrajné s podlouhlou až kopinatou čepelí, u báze často srdčitou nebo zaokrouhlenou.
Růžové až načervenalé, vzácně bílé, nežláznaté květy jsou směstnány na koncích lodyh a větví a jsou sestaveny do hustých válcovitých přímých klasů. Květ má pět vytrvalých, mírně prohnutých, vejčitých až eliptických okvětních lístků, pět tyčinek v jednom kruhu s růžovými nebo červenými eliptickými intorzními prašníky a svrchní vejčitý semeník se 2 čnělkami s kulovitými bliznami. Květy jsou bisexuální nebo funkčně jednophlavné, některé rostliny mají květy jen samčí a jiné samičí. U vodních rostlin květy vykvétají nad hladinou, mají tyčinky delší a ty vyčnívají z okvětí, u suchozemských jsou tyčinky kratší a nevyčnívají; rostliny suchozemské kvetou jen výjimečně. Rozkvétají od června do srpna, opylovány jsou hydrochoricky nebo zoochoricky. Plodem je nažka asi 3 mm dlouhá, černohnědé, lesklá, čočkovitá nebo tříhranná, obalená do okvětních lístků.

## Rozmnožování
Rdesno obojživelné se rozmnožuje semeny a dlouhými plazivými oddenky, rostliny rostoucí na nezaplavené půdě většinou nepřinášejí semena. Nažky vodních rostlin snadno plavou po vodě a jsou vodním ptactvem roznášeny i na místa nezaplavovaná, kde se po uchycení rozšiřují silným oddenkovým systémem, jehož výběžky mají roční přírůstky dlouhé až 1 m, vytváří tak charakteristické kolonie. Odlomené oddenky mají velikou regenerační schopnost a téměř každá kousek může vytvořit novou rostlinu. Po obdělávaných polích se rozšiřuje s orbou.